# السرب 201 (إسرائيل)
تشكل السرب 201 التابع للقوات الجوية الإسرائيلية، المعروف أيضاً باسم الواحد (بالعبرية: אבירי הזנב הכתום)، في 17 أغسطس 1969. كأول سرب في القوات الجوية الإسرائيلية يُحلق بطائرات إف-4 فانتوم الثانية (كورناس) خلال حرب الاستنزاف. ويُحلق حالياً بطائرات إف-16 آي (صوفا) في قاعدة رامون الجوية.

## معرض الصور

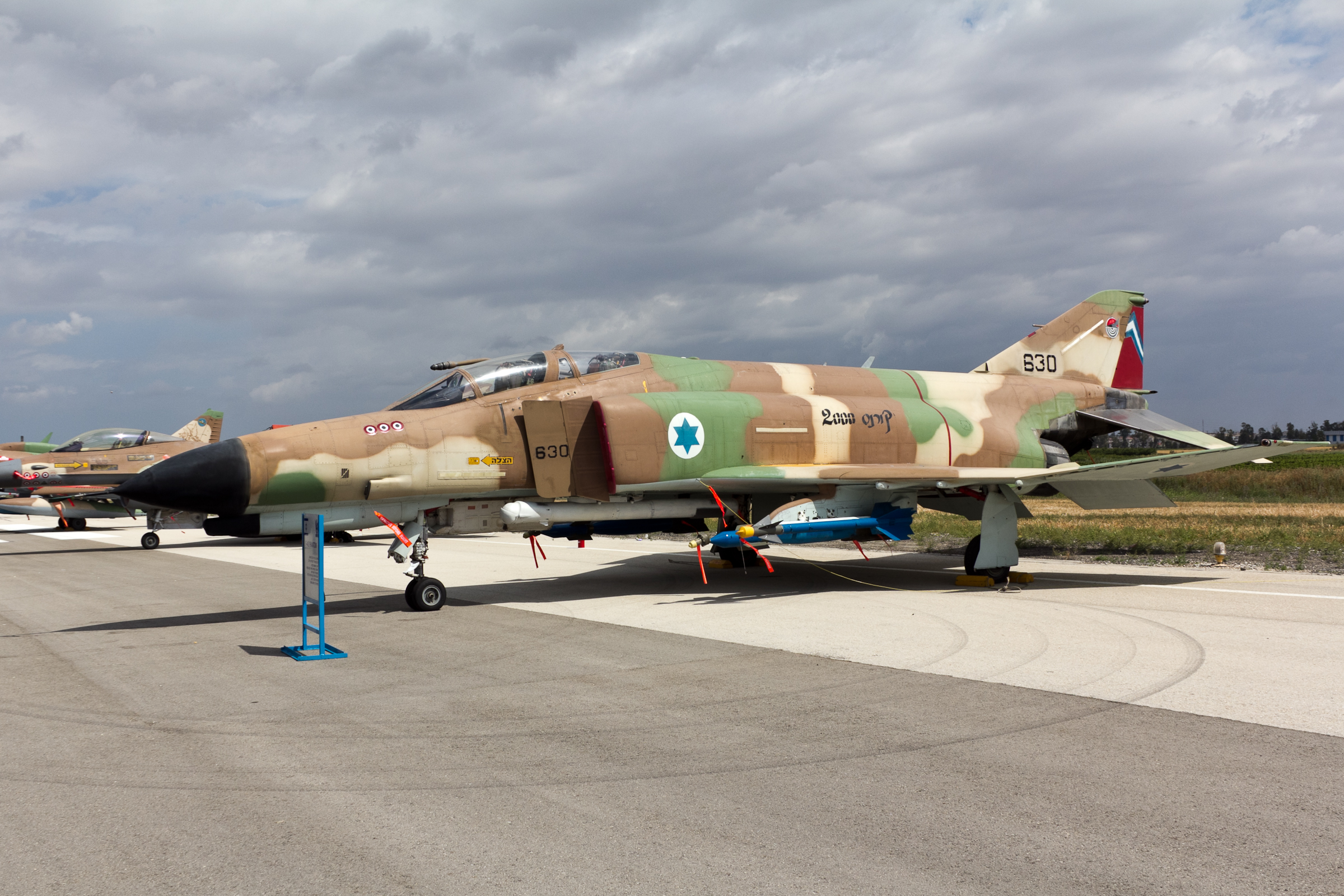
إف-4 فانتوم الثانية تابعة للسرب 201 في قاعدة تل نوف الجوية تحمل ثلاث شارات لطائرات أسقطتهم
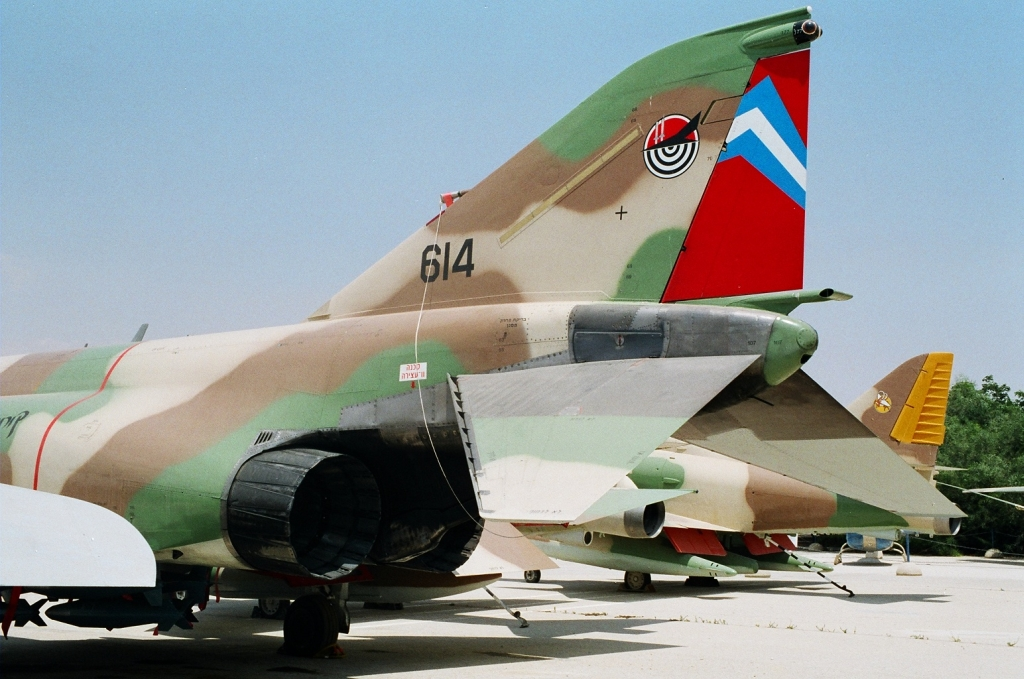
شعار السرب على ذيل مقاتلة إف-4 فانتوم الثانية
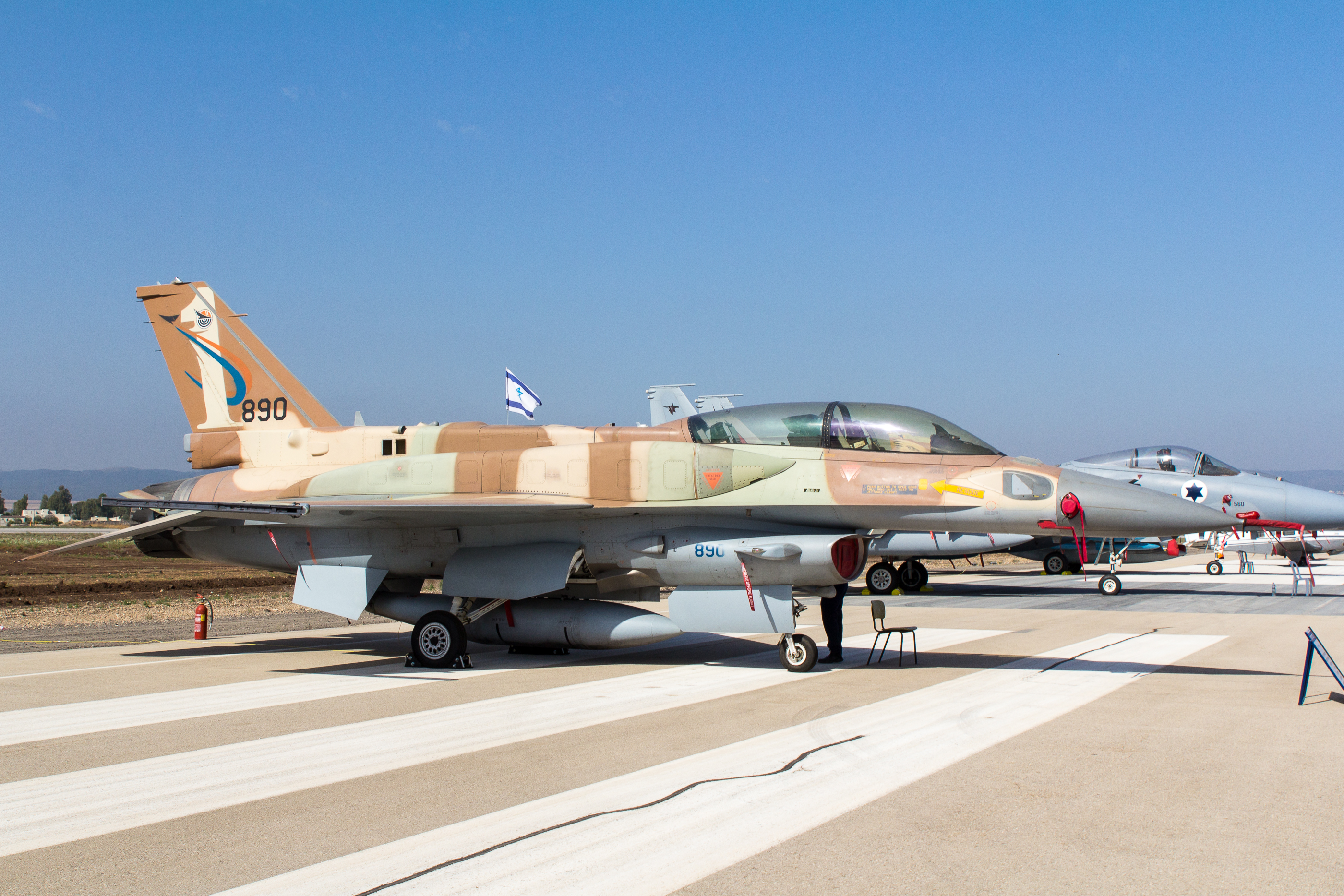
إف-16 آي (صوفا) تابعة للسرب 201